# Ratba
Ratba (àrab: الرتبة, ar-Ratba) és una comuna rural de la província de Taounate de la regió de Fes-Meknès. Segons el cens de 2014 tenia una població total de 16.825 persones.